# Tipula (Eremotipula) leiocantha
Tipula (Eremotipula) leiocantha is een tweevleugelige uit de familie langpootmuggen (Tipulidae). De soort komt voor in het Nearctisch gebied.